# Lemieszarnia w Wiesiółce
Lemieszarnia w Wiesiółce – zabytkowa lemieszarnia (rodzaj kuźni), której pozostałości znajdują się we wsi Wiesiółce, w powiecie wałeckim, w województwie zachodniopomorskim. Stanowiła jeden z ciekawszych zabytków techniki na Pojezierzu Wałeckim. 

## Historia
Ruiny lemieszarni stoją nad rzeką Dobrzycą (dopływem Piławy). Obiekt wzniesiono na przełomie XVIII i XIX wieku na miejscu starszej kuźnicy, jako fabrykę lemieszy i innego prostego sprzętu dla rolnictwa. Napęd wodny maszynom kuźni dawały trzy koła podsiębierne, poruszające młoty. Zakład działał do 1956 lub 1957, będąc w prawie nienaruszonym stanie, a potem popadł w ruinę. W latach 1971–1973 został częściowo zrekonstruowany przez studentów Koła Naukowego Meliorantów Akademii Rolniczej w Poznaniu, ale po latach znowu został zapomniany i obecnie pozostały po nim słabo widoczne pozostałości.

## Architektura
Lemieszarnia była budowlą wolnostojącą, położoną nad sztucznym kanałem rzeki Dobrzycy.